# Meggenhofen
Meggenhofen è un comune austriaco di 1 492 abitanti nel distretto di Grieskirchen, in Alta Austria.